# Flekkerøy
Flekkerøy (également appelé Flekkerøya)  est une île et un quartier résidentiel de la municipalité de Kristiansand dans le comté d'Agder, au sud de la péninsule de Norvège. Le district est situé dans l'arrondissement de Vågsbygd (en) et couvre toute l'île de Flekkerøya qui se trouve dans la ville de Kristiansand. Depuis 1989, l'île (et le district) est reliée au continent par le Flekkerøy Tunnel (en), un tunnel routier sous-marin de 2 320 m de long. L'île comptait, en 2014, 3.632 habitants et son église est située sur l'île.

## Historique
Depuis le XVe siècle, Flekkerøy était un port important le long du Skagerrak et, depuis 1540, il est considéré comme le port le plus important de toute la région du sud de la Norvège. En 1555, les premières fortifications ont été construites, mais elles ont été démolies en 1561. Anne de Danemark et Jacques VI d'Écosse sont venus à Flekkerøy en 1589.
Au début du XVIIe siècle, le port redevint d'une importance stratégique et, en 1635, l'île fut visitée par le roi Christian IV qui décida de construire la Christiansø Fortress (en) pour protéger le port. En 1656, une nouvelle forteresse appelée Fredriksholm Fortress (en) a été construite et Christiansø s'est rapidement décomposé.
En 1807, environ 250 personnes vivaient sur l'île, et en septembre 1807, des navires anglais mirent l'ancre au port. La population locale a fui, la forteresse de Fredriksholm a explosé et l'île a été pillée. En 1848, une batterie de canons a été construite, mais en 1872, elle a été abandonnée et en 1874, la forteresse partiellement reconstruite de Fredriksholm a également été définitivement fermée.
En 2005, les propriétés militaires restantes de Flekkerøya ont été sécurisées pour les loisirs publics de plein air par le ministère du Climat et de l'Environnement.

## Galerie

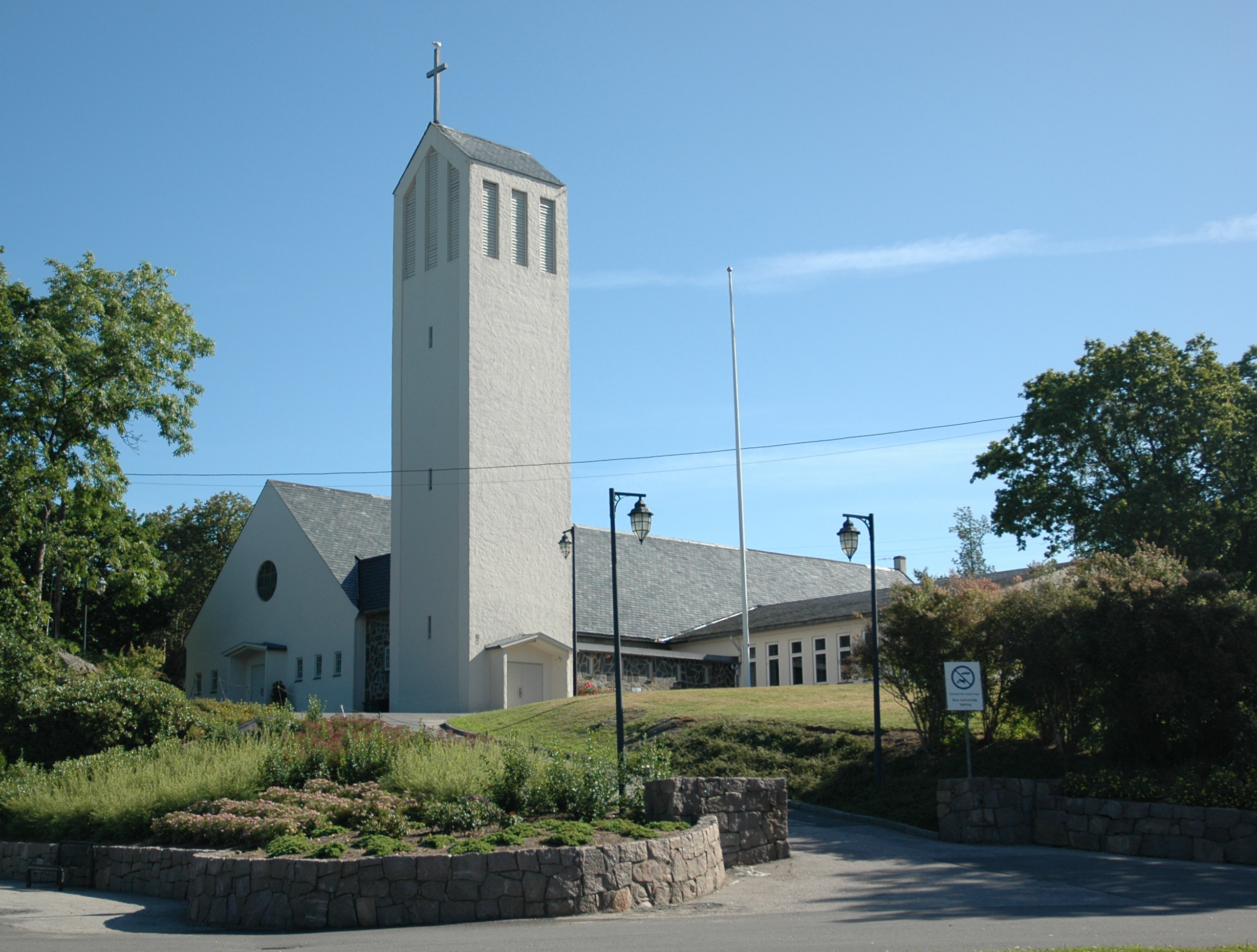
Eglise de Flekkerøy
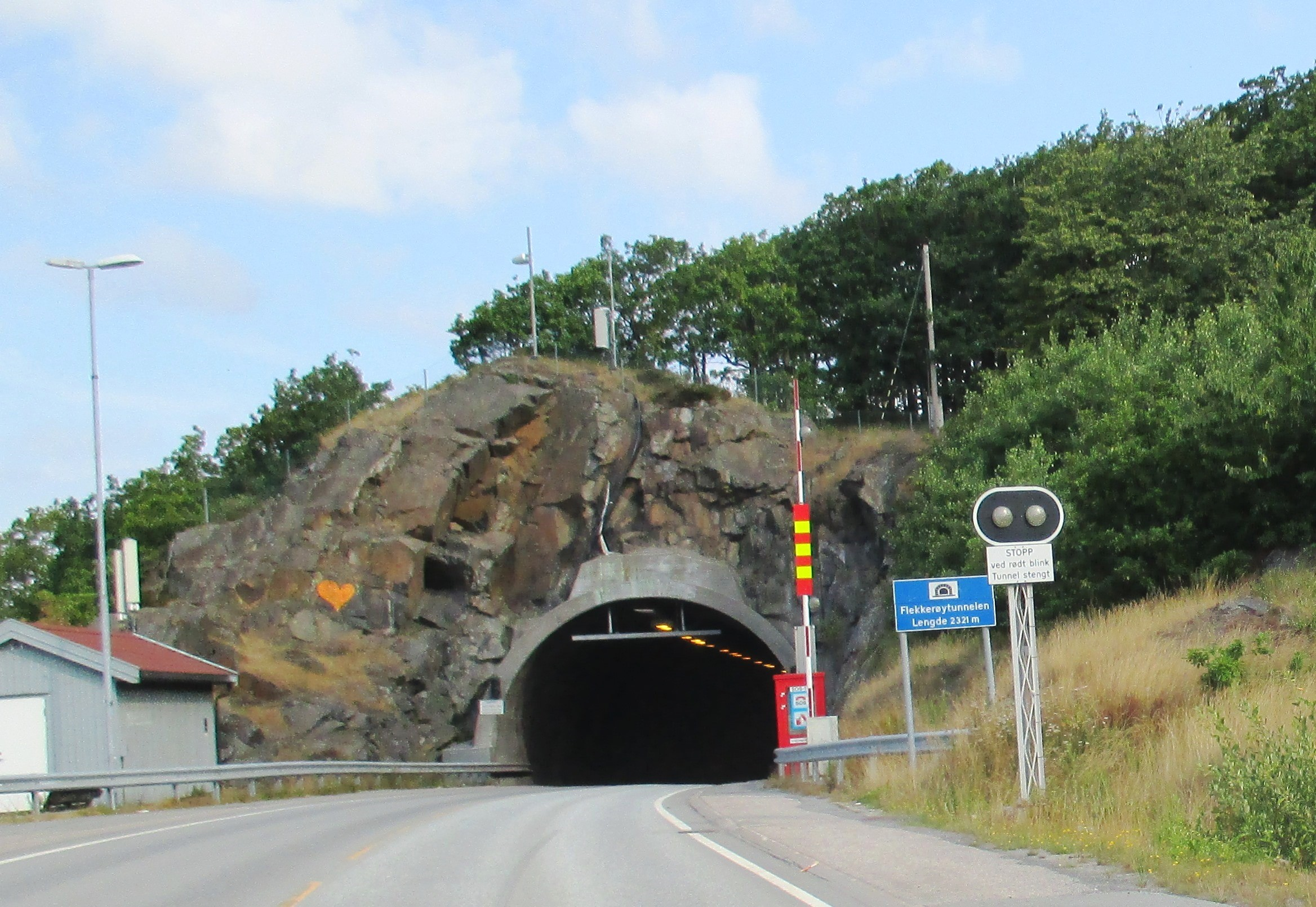
Tunnel de Flekkerøy
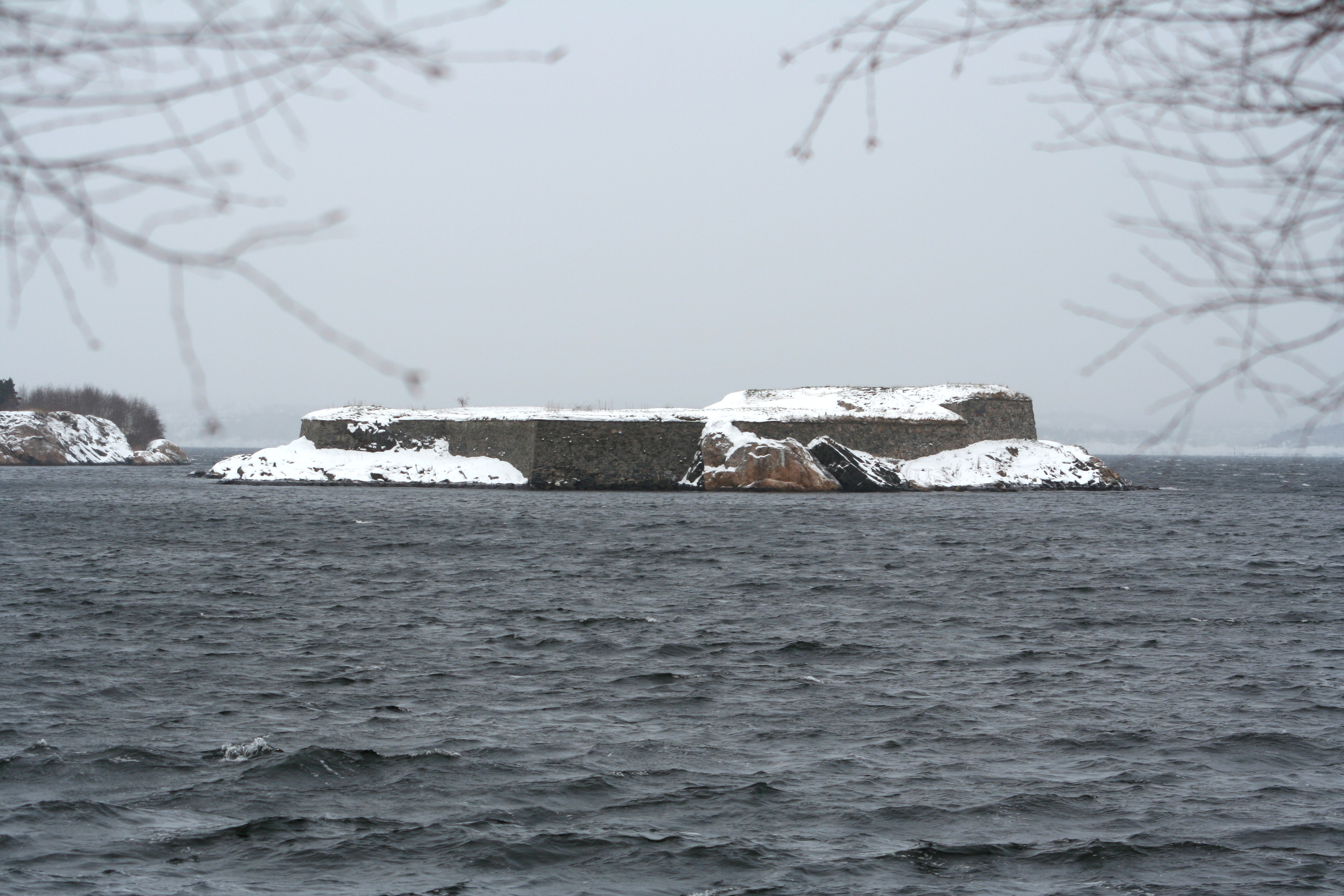
Vestige de la forteresse Fredriksholm
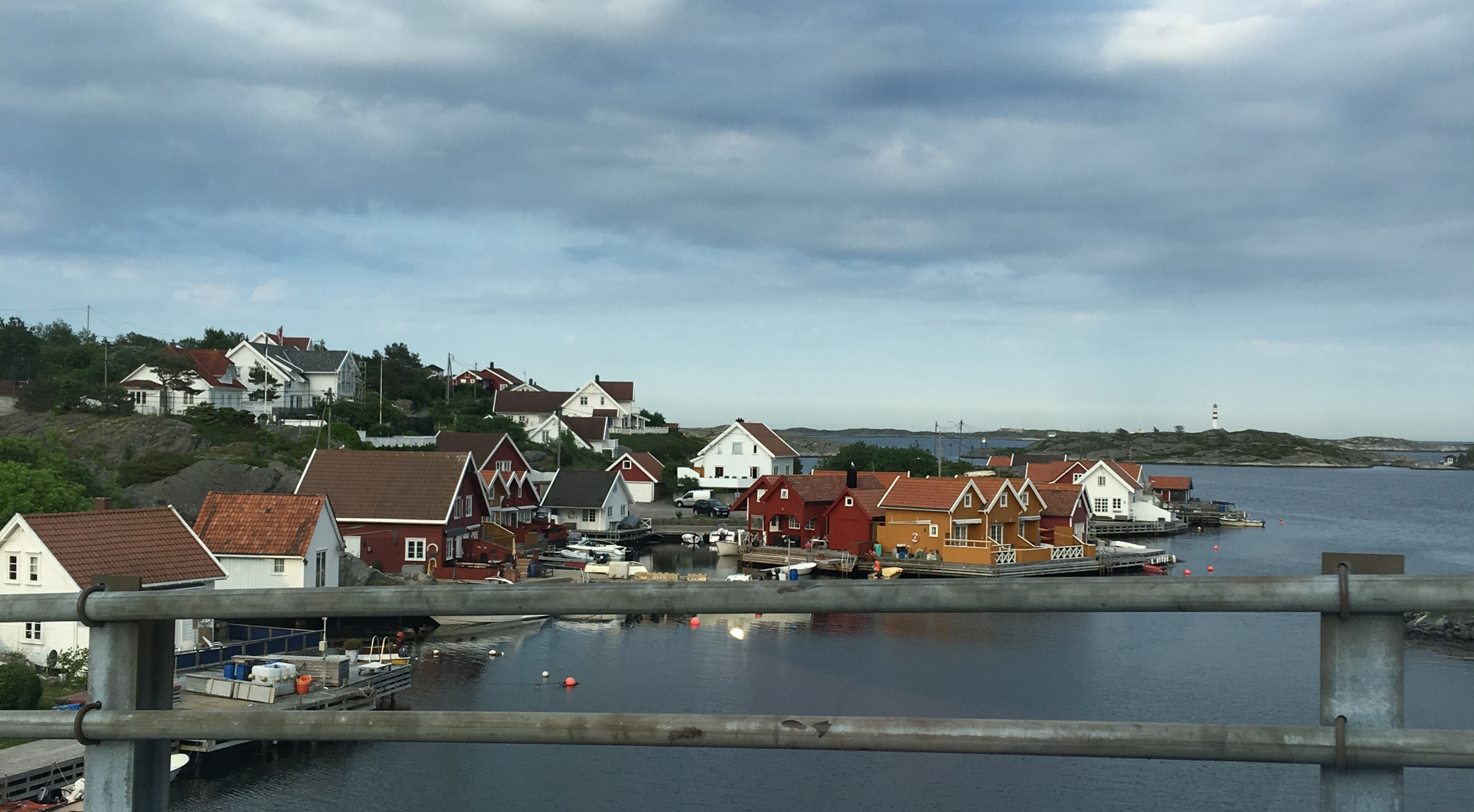
Le quartier Skålevik2